# Maurice Ligeon
Maurice Ligeon (New York, 2 september 1977) is Amerikaans voetballer en coach van Surinaamse afkomst. Hij speelde 1994 een wedstrijd voor het Amerikaanse elftal.

## Carrière
Maurice Ligeon is een broer van Ruben Ligeon.
Hij begon zijn voetbalcarrière in de jeugdploeg van Club Brugge KV.
Ligeon speelde op 19 oktober 1994 op zijn 17e een interland bij het nationale team van de Verenigde Staten, dat een nederlaag van 2-1 incasseerde tegen Saoedi-Arabië in Dhahran. Hij viel in de 72e minuut in voor Lawrence Lozzano.
In het seizoen 1997-1998 speelde hij bij de Nederlandse Tweede Klasser Telstar en vervolgens van 1999 tot 2002 bij de amateurclub SV Huizen  Hij verliet het team tijdens het seizoen maar keerde het volgende seizoen 2002-2003 terug, om op 16 december 2003 opnieuw op te stappen. Hij speelde daarna voor Kerngroep Surinaamse Jongeren Bijlmermeer (KSJB) van 2005 tot 2007.

### Coach
In september 2010 werd hij coach van de Surinaamse club SV The Brothers van Clarence Seedorf.
In de zomer van 2012 werd Ligeon coach van het Nederlandse amateurteam FC Almere.
Van 2018 tot 2019 was hij coach voor VV Unicum in Lelystad.